# Conduelo Píriz
Conduelo Gisleno Píriz (Durazno, Uruguay, 9 de octubre de 1904-25 de diciembre de 1976) fue un futbolista uruguayo que jugaba como centrocampista.
Su hermano Juan y su primo Juan Emilio Píriz también fueron internacionales con la selección uruguaya.

## Selección nacional
Fue internacional con la selección uruguaya en 6 ocasiones. Hizo su debut el 16 de junio de 1929 en un amistoso contra Argentina en Buenos Aires, que terminó en victoria local por 2-0. Formó parte de la selección campeona de la Copa del Mundo de 1930, pero no jugó ningún partido durante el torneo. 

### Participaciones en Copas del Mundo
| Mundial                        | Sede    | Resultado | Partidos | Goles |
| ------------------------------ | ------- | --------- | -------- | ----- |
| Copa Mundial de Fútbol de 1930 | Uruguay | Campeón   | 0        | 0     |

### Participaciones en Copas América
| Copa                         | Sede      | Resultado    |
| ---------------------------- | --------- | ------------ |
| Campeonato Sudamericano 1929 | Argentina | Tercer lugar |

## Clubes
| Club              | País    | Año       |
| ----------------- | ------- | --------- |
| Defensor Sporting | Uruguay | ¿-?       |
| Nacional          | Uruguay | 1928-1935 |

## Palmarés

### Campeonatos nacionales
| Título                            | Club     | País    | Año  |
| --------------------------------- | -------- | ------- | ---- |
| Primera División                  | Nacional | Uruguay | 1933 |
| Primera División                  | Nacional | Uruguay | 1934 |
| Campeonato Ingeniero José Serrato | Nacional | Uruguay | 1928 |

### Copas internacionales
| Título                 | Selección | Sede    | Año  |
| ---------------------- | --------- | ------- | ---- |
| Copa Mundial de Fútbol | Uruguay   | Uruguay | 1930 |